# ANEK Lines

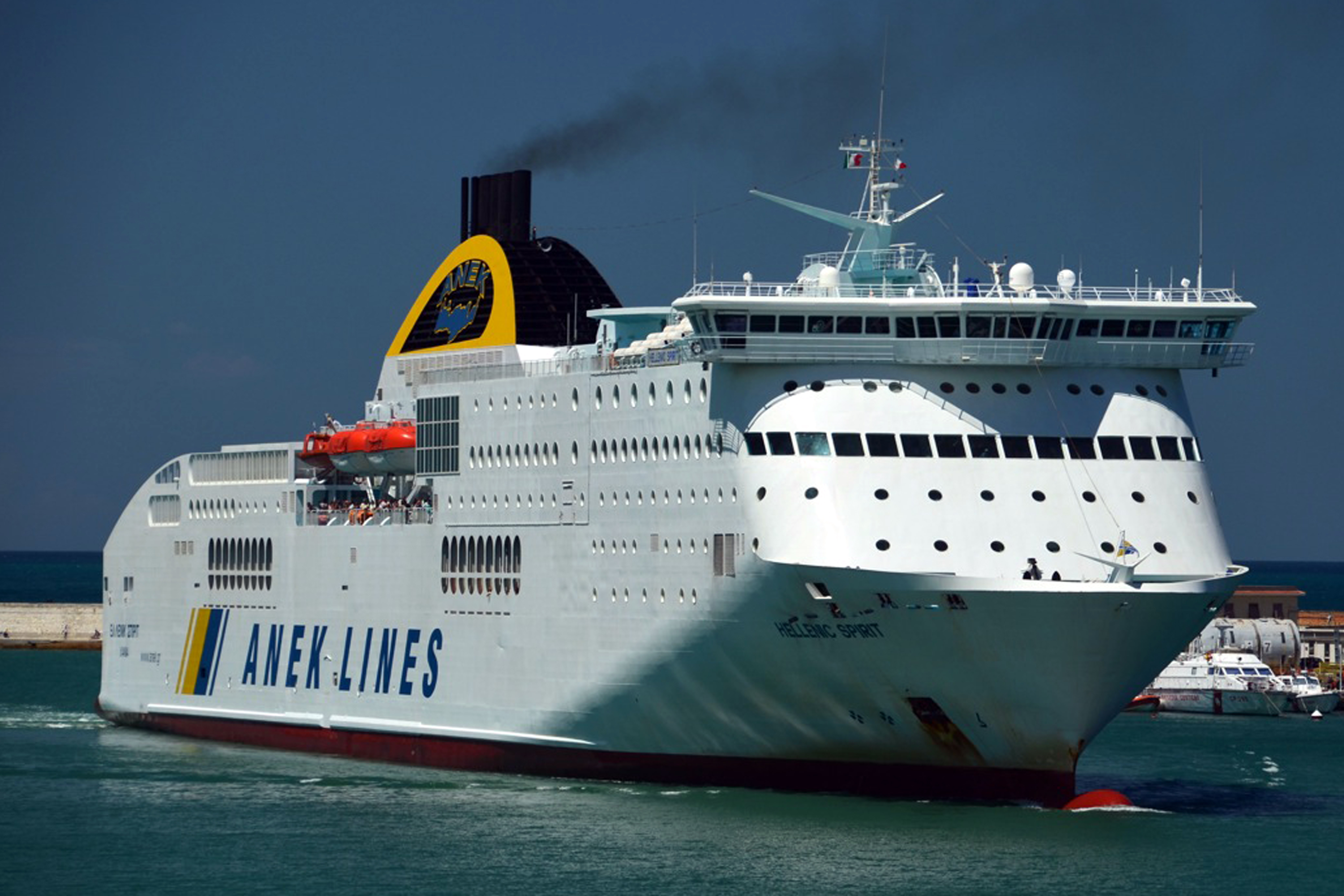
Die Hellenic Spirit, 2011

ANEK Lines (griechisch Ανώνυμη Ναυτιλιακή Εταιρεία Κρήτης) ist eine griechische Reederei mit Sitz in Chania auf Kreta, die im Fährgeschäft aktiv ist. Die Reederei bedient Verbindungen zwischen Piräus und Kreta sowie Italien und Griechenland und gehört auf dieser Route neben Minoan Lines und Superfast Ferries zu den drei großen Anbietern.

## Geschichte
Die Gründung der ANEK geschah als Reaktion auf den Untergang der Fähre Iraklion im Dezember 1966, bei dem 241 Menschen auf der Überfahrt von Kreta nach Piräus starben. Ein LKW, der unter Nichtbeachtung von Sicherheitsvorschriften und trotz Sturm nicht ordentlich vertäut war, hatte Ladetüren durchbrochen.
Der griechisch-orthodoxe Metropolit von Kissamos und Selino, Irineos Galanakis, initiierte die Gründung der Volksaktien-Gesellschaft ANEK mit Sitz in Chania, deren Aktien nur von gebürtigen Kretern erworben werden durften. Ziel war es, mit einem genossenschaftlichen Modell die privatwirtschaftlichen Anbieter mit ihren „Seelenverkäufern“ vom Markt zu verdrängen.
Das erste Fährschiff wurde 1970 erworben. Es war der 1953 gebaute Öltanker Wirakel, der nach neuesten amerikanischen Sicherheitsvorschriften zur Fähre umgebaut wurde und unter dem Namen Kydon zunächst auf der Strecke Piräus – Chania (Souda) eingesetzt wurde. Zwei weitere Schiffe, das Fährschiff Candia und das Fährschiff Rethymno, kamen 1973 hinzu und wurden auf der Strecke Piräus – Iraklio in Dienst gestellt.
Die Fähre Kriti, 1978 erworben, wurde ebenso wie das 1987 erworbene Fährschiff Aptera zunächst auf der Strecke Piräus – Chania eingesetzt.

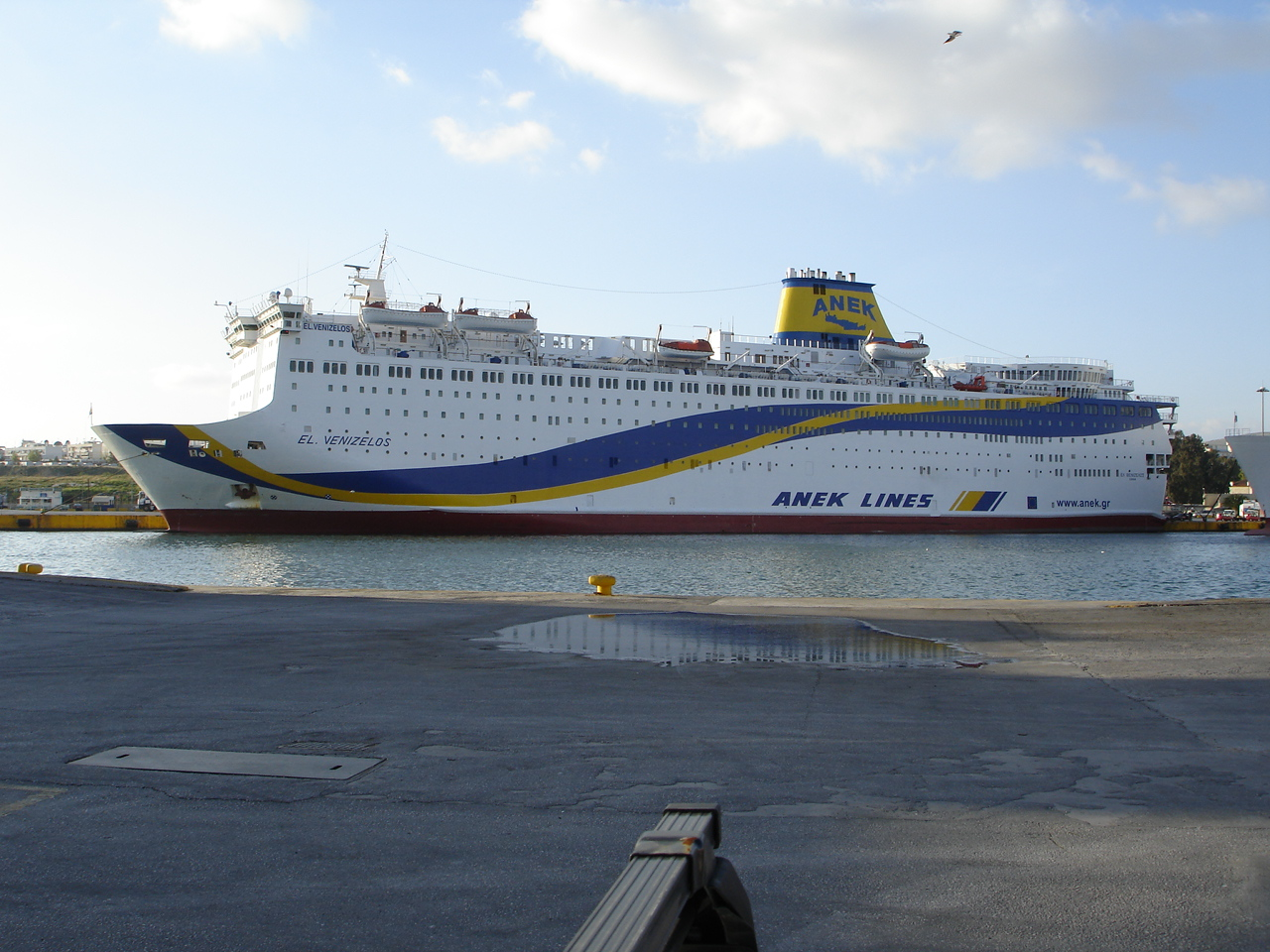
Die El. Venizelos war zu ihren Einsatzzeiten bei ANEK die größte Fähre des östlichen Mittelmeers. ANEK setzt das Schiff mittlerweile nicht mehr auf eigenen Routen ein und hat es verchartert

ANEK Lines stieg 1989 in das internationale Geschäft ein und bot erstmals Fahrten zwischen Ancona und Patras an; dafür wurden die Schiffe Lato und Lissos erworben. Das Fährschiff Kydon wurde umfassend umgebaut und in Talos umbenannt. Die El. Venizelos erweiterte ab 1992 das Angebot zwischen Italien und Griechenland. Zudem wurde eine neue Verbindung Triest – Patras mit dem Fährschiff Talos eingerichtet.
Die Schwesterschiffe Kriti I und Kriti II wurden 1996 in die Flotte integriert und nach komplettem Umbau ab 1997 auf der Strecke Ancona – Patras eingesetzt. Im Zuge dieser Erneuerung wurde das alte Fährschiff Kriti verkauft.
1998 wurden im Rahmen einer Kapitalerhöhung erstmals die vorher nur Bürgern der Insel Kreta zugänglichen Aktien von ANEK Lines an der Athener Börse frei angeboten. Ein Jahr später wurde das Angebot auf der Relation Triest – Patras durch das neu erworbene und komplett erneuerte Schiff Sophocles V. erweitert. ANEK Lines übernahm die Hälfte der Anteile der Reederei LANE und übergab dieser die Fähre Talos. Des Weiteren wurde die Reederei Rethymniaki übernommen. Die Schiffe Prevelis und Arkadi wurden in die Flotte integriert. Eine weitere Beteiligung in Höhe von 16,5 % wurde an der Reederei NEL Lines erworben.
In diesem Jahr gründete ANEK Lines auch die ANEK Lines Italia s.r.l., an deren Stammkapital sie sich mit 51 % beteiligte. Bei der ebenfalls neu gegründeten Reederei ANEN übernahm ANEK Lines ein Fünftel der Anteile.
2000 wurde das Fährschiff Lefka Ori erworben, umgebaut und zwischen Triest und Patras eingesetzt. ANEK beteiligte sich mit 41,9 % an der Reederei DANE, mit 50 % an Etanap und mit 62 % an Lefka Ori. Die Hochgeschwindigkeitsfähre Olympic Champion der Werft Fosen Yards wurde auf der Linie Ancona – Patras in Dienst gestellt. Die Reisezeit zwischen Ancona und Igoumenitsa verkürzte sich dadurch auf 15 Stunden. Die langsameren Schiffe Candia und Rethymno wurden in der Folge verkauft. Zudem wurde die Beteiligung an NEL auf 19,05 % aufgestockt.
Die zweite neue Luxusfähre, die Hellenic Spirit, wurde 2001 geliefert und wie das Schwesterschiff auf der Strecke Ancona – Patras eingesetzt.
Seit 2005 wird Triest nicht mehr von der Reederei angefahren. Die Schiffe der ehemaligen Triest–Patras-Linie laufen seitdem Venedig an.
Der ADAC zeichnete 2006 die Olympic Champion als sicherste Fähre aus. 2008 gewann ANEK LINES die Greek Shipping Awards und wurde als Passenger Line of the Year ausgezeichnet.
Die Fährschiffe Sophocles V. und Lefka Ori wurden zum 1. August 2014 verkauft, die Sophocles V. aber später zurückgechartert und in Kydon umbenannt.
2023 wurde ANEK Lines durch die Attika Group übernommen.

### Brand auf der FähreNorman Atlantic

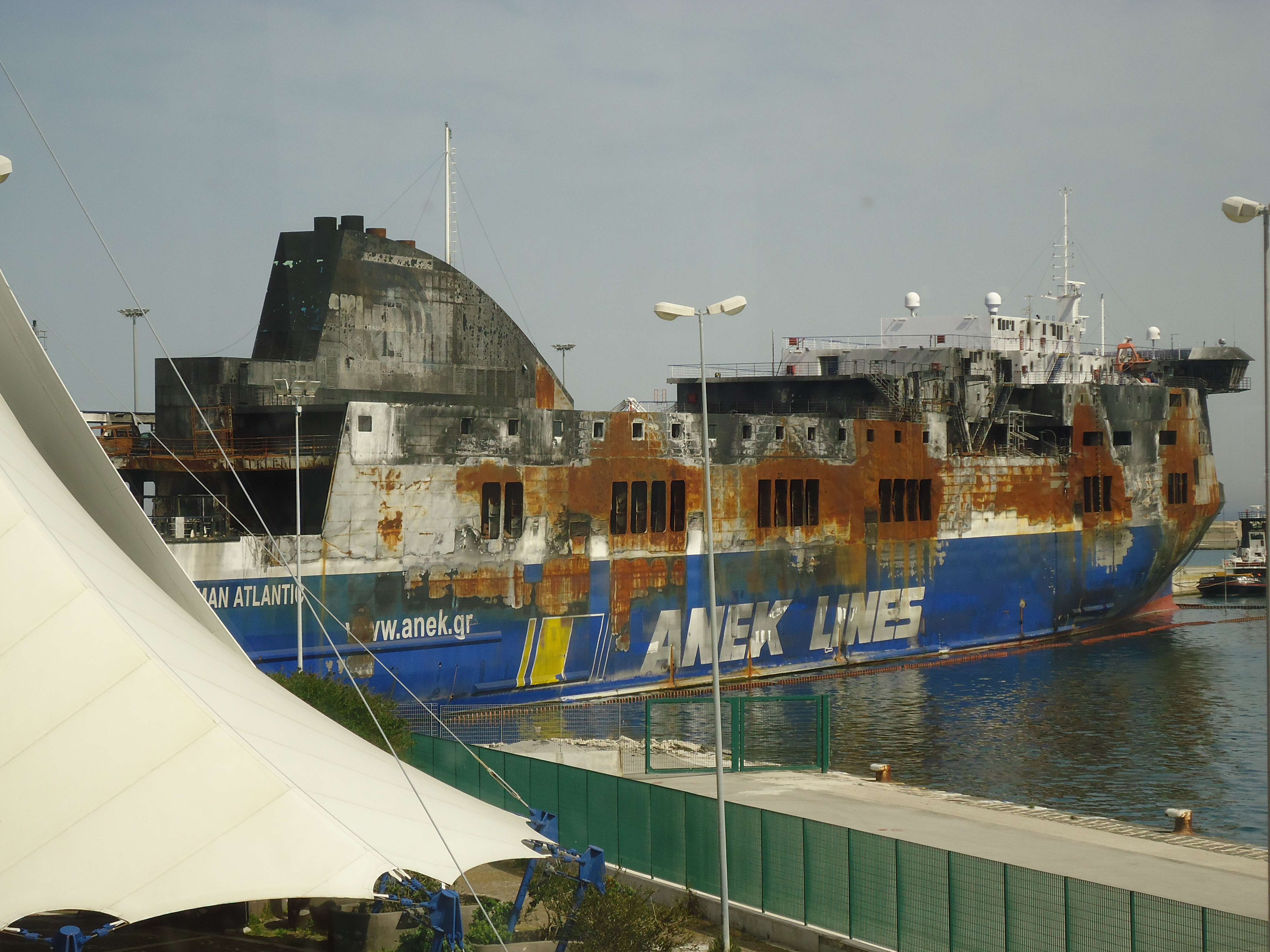
Die Norman Atlantic im Hafen von Bari (Mai 2015)

Die Norman Atlantic wurde von ANEK für den Winterfahrplan gechartert. Das Schiff wurde erst am 16. Dezember übernommen und kam auf der Route Ancona – Patras zum Einsatz. In der Nacht auf Sonntag, 28. Dezember 2014 brach in der südlichen Adria am unteren Parkdeck des Schiffs ein Brand aus, dessen Hitze sich schnell zum Passagierdeck ausbreitete. An Bord waren mindestens 499 Menschen (registrierte sowie blinde Passagiere und Besatzung) sowie etwa 200 Kraftfahrzeuge, darunter Lastwagen mit Olivenöl. Bei Wind mit 88 km/h Geschwindigkeit und hohem Wellengang trieb das Schiff manövrierunfähig etwa 44 Seemeilen nordwestlich der Insel Korfu in Richtung Albanien.
Bei einer dramatischen Rettungsaktion unter Beteiligung vieler Schiffe wurden die meisten Passagiere und Besatzungsmitglieder lebend geborgen; es gibt jedoch mindestens 13 Todesopfer. Nachdem der größte Teil des Brandes gelöscht war, wurde das Schiff nach Bari geschleppt, wo es von der Staatsanwaltschaft untersucht wurde.

## Flotte
| Die Schiffe der ANEK Lines | Die Schiffe der ANEK Lines | Die Schiffe der ANEK Lines | Die Schiffe der ANEK Lines | Die Schiffe der ANEK Lines | Die Schiffe der ANEK Lines | Die Schiffe der ANEK Lines | Die Schiffe der ANEK Lines |
| Name                       | Länge                      | Breite                     | Tiefgang                   | Passagiere                 | Spurmeter                  | Fahrzeuge                  | Baujahr                    |
| -------------------------- | -------------------------- | -------------------------- | -------------------------- | -------------------------- | -------------------------- | -------------------------- | -------------------------- |
| Olympic Champion           | 210,00 m                   | 25,80 m                    | 6,75 m                     | 1850                       | 2000                       | 670                        | 2000                       |
| Hellenic Spirit            | 210,00 m                   | 25,80 m                    | 6,75 m                     | 1850                       | 2000                       | 670                        | 2001                       |
| Elyros                     | 192,00 m                   | 27,00 m                    | 6,70 m                     | 1880                       | 1940                       | 650                        | 1998                       |
| El. Venizelos              | 175,00 m                   | 28,50 m                    | 6,70 m                     | 2500                       | k. A.                      | 850                        | 1984                       |
| Kriti I                    | 192,00 m                   | 29,50 m                    | 7,00 m                     | 1600                       | 1700                       | 1200                       | 1979                       |
| Kriti II                   | 192,00 m                   | 29,50 m                    | 7,00 m                     | 1600                       | 1700                       | 1200                       | 1979                       |
| Kydon                      | 192,00 m                   | 27,00 m                    | 6,7 m                      | 1750                       | 1925                       | 703                        | 1990                       |
| Prevelis                   | 142,50 m                   | 23,50 m                    | 5,80 m                     | 1500                       | 900                        | 450                        | 1980                       |
| Kissamos                   | 192,00 m                   | 27,00 m                    | 6,7 m                      | 1740                       | 1925                       | 780                        | 1991                       |

Spurmeter: Länge aller Abstellspuren für Fahrzeuge

## Routen
Adria-Routen:
- Ancona – Igoumenitsa – Patras
- Venedig – Igoumenitsa – Patras
- Bari – Igoumenitsa

Innergriechisch verkehrt ANEK Lines von Piräus aus nach Chania und Iraklio. Die Prevelis ist etwa seit 2009 auf der Route Piräus – Kreta – Rhodos im Einsatz, wobei sie auch Milos, Santorin, Anafi, Kassos, Karpathos und Chalki anläuft.
Seit 1. Juni 2011 kooperiert ANEK Lines mit Superfast Ferries auf den Linien Ancona – Igoumenitsa – Patras und Piraeus – Heraklion, um die Auslastung der Schiffe zu verbessern. Dazu verlegte ANEK die Fähre Olympic Champion aus der Adria auf die Route Piraeus – Heraklion.